# Ігнатіус Хекайре Аджуру
Ігнатіус Хекайре Аджуру (I.Hekaire Ajuru) (1949) — нігерійський дипломат. Надзвичайний і Повноважний Посол Нігерії в Україні.

## Біографія
Народився в 1949 році. До 1999 року обіймав різні посади в нігерійських комерційних компаніях. Член Інституту маркетингу (Велика Британія), Нігерійської асоціації маркетингу, асоційований член Нігерійського інституту менеджменту.
У 1999 — 2003 рр. — Надзвичайний і Повноважний Посол Нігерії в Габоні.
16 червня 2004 року вручив вірчі грамоти Президенту України Леоніду Кучмі. 
У 2004 — 2008 рр. — Надзвичайний і Повноважний Посол Нігерії в Києві.